# Joaquín Félix de Samaniego y Urbina
Joaquín Félix Antonio de Samaniego Sámano Urbina Pizarro y Velandia (1769-1844), IV marqués de Valverde de la Sierra y VII de Caracena del Valle, conde consorte de Torrejón, grande de España, caballero de la Orden del Toisón de Oro, fue un aristócrata y cortesano español, mayordomo mayor de los reyes Fernando VII e Isabel II. 

## Vida y familia
Nace en Madrid el 21 de febrero de 1769 y recibe el bautismo al día siguiente en la parroquial de Santiago. Hijo de Manuel de Samaniego y Pizarro, IV marqués de Monte Real y vizconde de la Armería, Gentilhombre de Cámara de S.M., natural de Valladolid, y de María del Pilar Fausta de Sámano Urbina y Velandia, VI marquesa de Caracena del Valle, III de Valverde de la Sierra y VIII de Villabenázar, natural de León. En 1783 hereda la casa y títulos de su madre; en 1788 el marquesado de Tejada de San Llorente, por muerte de su abuela materna; en 1799 el de Monte Real y mayorazgos de su padre; en 1808 el condado de Casa Trejo, y en 1819 el vizcondado de la Armería. 
El 26 de febrero de 1790 se casa por poderes con Teresa de Godoy y Carvajal, natural de La Coronada (Badajoz) y bautizada en la parroquial de San Bartolomé el 13 de marzo de 1772. Es pariente suya por Pizarro: hija de José de Godoy y Morillo, natural de La Coronada, y de Teresa Marina Pizarro de las Casas y Orellana, nacida en Trujillo, hija de los señores de Alcollarín. De este matrimonio nacerán cinco hijos. 
En 1799 su mujer hereda el señorío de Alcollarín y mayorazgos de los Pizarro, y en 1795 sucede como condesa de Torrejón y grande de España de primera clase, en virtud de sentencia dictada en un pleito iniciado dos años antes, a raíz de que muriera sin sucesión la X condesa, su pariente lejana. Joaquín se cubre ante S.M. y mantendrá la dignidad de Grande, con carácter personal, también durante su segundo matrimonio.
Enviuda en 1808, y al poco de comenzar la Guerra de la Independencia se establece en Mallorca. El 28 de octubre de 1812 contrae segundo matrimonio en Pollensa con Narcisa de Asprer y La Canal, nacida en Puigcerdá el 14 de septiembre de 1790. También de este matrimonio tendrá descendencia.
Tras la guerra, y ya en Madrid, entra a servir en Palacio como Gentilhombre de Cámara del Rey Fernando VII con ejercicio y servidumbre y en 1815 recibe la gran cruz de la Orden de Carlos III. En 1816 el Rey casa en segundas nupcias con la Infanta Isabel de Braganza, su sobrina, y nombra Mayordomo Mayor de la nueva Reina al marqués de Valverde, quien conservará este cargo también con su sucesora, la Reina María Amalia de Sajonia. 
En julio de 1824 fallece el conde de Miranda, Mayordomo Mayor de Palacio. El Rey Fernando VII no provee el puesto, y manda que interinamente lo asuma Valverde, quien con este carácter permanecerá al frente de la Real Casa hasta el fin del reinado. En 1829 el monarca contrae su cuarto matrimonio con María Cristina de Nápoles, y el marqués se gana enseguida la confianza de la nueva Reina.
A la muerte del Rey, en 1833, estalla la crisis dinástica que enfrenta a los partidarios de la Princesa de Asturias con los del Infante Don Carlos, su tío. La Reina Gobernadora adopta una postura militante a favor de su hija, y Valverde la secunda con acciones decisivas para desactivar a los más furibundos carlistas de la corte. En recompensa de sus servicios es nombrado, ya como titular, Mayordomo Mayor de la Reina Isabel II, y condecorado con el Toisón de Oro. En 1838 solicita su jubilación, y la Reina Gobernadora se la concede. Su mujer, que ya es dama de la Reina Isabel II, será nombrada Camarera Mayor de la Reina viuda.
Es también Consejero de Estado, académico de las Reales de Medicina y Ciencias Naturales y de Bellas Artes de San Carlos y San Luis, caballero maestrante de Valencia y de la Orden Civil Española de San Juan de Jerusalén.
Fallece el 6 de octubre de 1844 en Madrid, feligresía de San Marcos. Su viuda le sobrevivirá hasta el 21 de octubre de 1861. En su casa y títulos sucede su hijo del primer matrimonio Joaquín de Samaniego y Godoy, que ya es desde hace años conde de Torrejón y grande de España.